# Paracynictis selousi
Genre
Espèce
Répartition géographique
Statut de conservation UICN

 LC  : Préoccupation mineure
Le genre de mangoustes Paracynictis ne comprend qu'une espèce : La mangouste de Selous (Paracynictis selousi).